# Walstonburg
Walstonburg és una població dels Estats Units a l'estat de Carolina del Nord. Segons el cens del 2000 tenia 224 habitants.

## Demografia
Segons el cens del 2000, Walstonburg tenia 224 habitants, 91 habitatges i 66 famílies. La densitat de població era de 210,9 habitants per km².
Dels 91 habitatges en un 27,5% hi vivien nens de menys de 18 anys, en un 60,4% hi vivien parelles casades, en un 7,7% dones solteres, i en un 26,4% no eren unitats familiars. En el 25,3% dels habitatges hi vivien persones soles el 7,7% de les quals corresponia a persones de 65 anys o més que vivien soles. El nombre mitjà de persones vivint en cada habitatge era de 2,46 i el nombre mitjà de persones que vivien en cada família era de 2,9.
Per edats la població es repartia de la següent manera: un 23,2% tenia menys de 18 anys, un 6,3% entre 18 i 24, un 34,8% entre 25 i 44, un 23,2% de 45 a 60 i un 12,5% 65 anys o més.
L'edat mediana era de 37 anys. Per cada 100 dones de 18 o més anys hi havia 102,4 homes.
La renda mediana per habitatge era de 36.875 $ i la renda mediana per família de 41.750 $. Els homes tenien una renda mediana de 24.063 $ mentre que les dones 22.250 $. La renda per capita de la població era de 19.571 $. Entorn de l'11,1% de les famílies i el 13,3% de la població estaven per davall del llindar de pobresa.

## Poblacions més properes
El següent diagrama mostra les poblacions més properes.